# Lygosoma herberti
Espèce
Synonymes
- Riopa herberti (Smith, 1916)
- Sphenosoma hughi Cochran, 1927

Lygosoma herberti est une espèce de sauriens de la famille des Scincidae.

## Répartition
Cette espèce se rencontre :
- en Malaisie péninsulaire ;
- dans le sud de la Thaïlande.

## Étymologie
Cette espèce est nommée en l'honneur d'Edward Grevile Herbert (1870–1951).

## Publication originale
- Smith, 1916 : Description of three new lizards and a new snake from Siam. Journal of the Natural History Society of Siam, vol. 2, no 1, p. 44-47 (texte intégral).